# Megophrys medogensis
Megophrys medogensis es una especie de anfibios de la familia Megophryidae.

## Distribución geográfica
Es endémica del Tíbet (China).

## Estado de conservación
Se encuentra amenazada por la pérdida de su hábitat natural.